# 蒂斯河畔斯托克頓區
蒂斯河畔斯托克頓區（英語：Borough of Stockton-on-Tees）是英國蒂斯河谷地區的一個單一管理區和自治市鎮，橫跨達勒姆郡和北約克郡。2011年人口普查時有191,600人。該區以蒂斯河畔斯托克頓爲人口中心，其他主要聚居地還包括比林漢姆、蒂斯河畔索納比 。
蒂斯河畔斯托克頓區形成於1974年4月1日，1996年4月1日成爲單一管理區。它是英格蘭和威爾士唯一的橫跨兩個郡的議會制地區。

## 外部連結
- Statistics about Stockton-on-Tees from the Office for National Statistics Census 2001

54°33′N 1°20′W / 54.550°N 1.333°W